# Bački Brestovac
Bački Brestovac (Бачки Брестовац), pronunțat în limba română Baciki Brestovaț, este un sat situat în partea de nord-vest a Serbiei, în Voivodina. Aparține administrativ de comuna Odžaci. La recensământul din 2002 localitatea avea 3469 locuitori.